# Turkmenistan Airlines
Turkmenistan Airlines (tiếng Turkmen: Türkmenhowaýollary) (tiếng Nga: Туркменские авиалинии) là hãng hàng không quốc gia Turkmenistan. Hãng có trụ sở ở Ashgabat và trung tâm hoạt động chính tại sân bay Ashgabat và một trung tâm phụ ở sân bay Turkmenabat và trung tâm phụ ở sân bay Turkmenbashi. Hãng đuược lập năm 1992. Hãng hãng không này có các tuyến bay nối thành phố Ashgabat với các điểm đến ở Nga, châu Âu và châu Á. Từ năm 2001, hãng hàng không này đã được loại bỏ đội tàu bay cũ từ thời Liên Xô để sử dụng đội tàu bay hiện đại Boeing 717, được sử dụng rộng rãi cho các tuyến bay trong nước. Turkmenistan là hãng hàng không đầu tiên của các nước cộng hòa thuộc Liên Xô cũ mua máy bay từ Boeing kể từ năm 1992.

## Đội tàu bay
Đội tàu bay của Turkmenistan Airlines gồm các tàu bay sau
| Máy bay          | Đang hoạt động | Đơn hàng | Số chỗ        | Số chỗ        | Số chỗ        | Ghi chú          |
| Máy bay          | Đang hoạt động | Đơn hàng | B             | E             | Total         | Ghi chú          |
| ---------------- | -------------- | -------- | ------------- | ------------- | ------------- | ---------------- |
| Boeing 737-300   | 3              | 0        | 16 12         | 102 106       | 118           |                  |
| Boeing 737-700   | 4              | 0        | 8 0           | 118 149       | 126 149       |                  |
| Boeing 737-700   | 1              | 0        | VIP (EZ-A007) | VIP (EZ-A007) | VIP (EZ-A007) |                  |
| Boeing 737-800   | 2              | 2        | 16            | 144           | 160           |                  |
| Boeing 757-200   | 3              | 0        | 16            | 173           | 189           |                  |
| Boeing 777-200LR | 1              | 2        | VIP (EZ-A777) | VIP (EZ-A777) | VIP (EZ-A777) |                  |
| Ilyushin Il-76TD | 8              | 0        | N/A           | N/A           | N/A           | Máy bay chở hàng |
| Tổng             | 16             | 4        |               |               |               |                  |

### Đã ngưng sử dụng
| Máy bay        | Tổng |
| -------------- | ---- |
| Tupolev Tu-154 | 9    |